# 米蘭達市 (法爾孔州)
米蘭達市（西班牙語：Municipio Miranda），是委內瑞拉的一個市，位於該國西北部法爾孔州，首府設於聖安娜德科羅，面積1,805平方公里，2011年人口211,266，人口密度為每平方公里117.04人。